# Moss Hart
Moss Hart (New York, 24 ottobre 1904 – Palm Springs, 20 dicembre 1961) è stato un commediografo e regista teatrale statunitense.

## Biografia
Nacque a New York in una famiglia povera di origini ebraiche.
Da adolescente lavorò come fattorino presso un teatro newyorkese e all'età di diciotto anni scrisse la sua prima commedia, che però passò inosservata.
Dopo un inizio di carriera incerto, durante il quale diresse teatri amatoriali e svolse l'intrattenitore nei villaggi turistici, nel 1930 riscosse un grande consenso di critica e di pubblico con la commedia intitolata Once in a Lifetime ("Una volta nella vita"), una satira sul mondo cinematografico, scritta assieme a George S. Kaufman, con cui formò una coppia affiatata e vincente.
Quando Hart si accorse dell'enorme gradimento suscitato dal suo lavoro, preferì insistere sullo stesso genere, utilizzando come bersagli delle sue satire, a turno, la classe politica statunitense ed internazionale, i potenti della terra e persino la famiglia reale britannica (Jubilee, "Il giubileo", 1935).

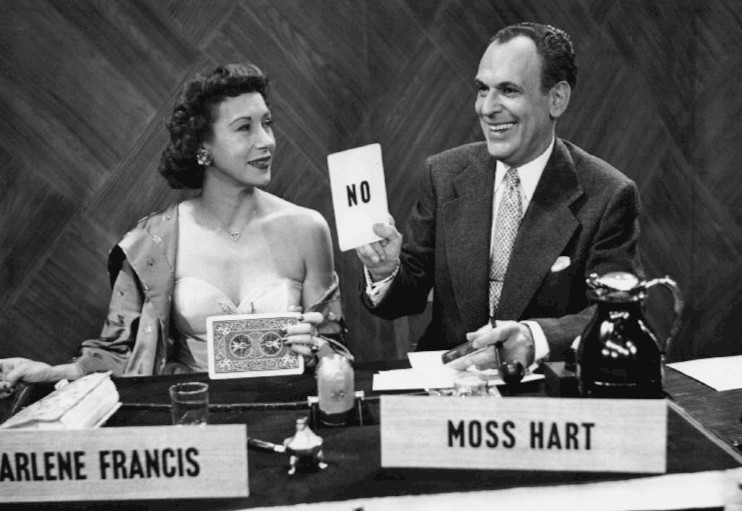
Hart condusse molte trasmissioni televisive di successo, come il quiz Answer Yes or No, nel 1950. Arlene Francis fu una delle collaboratrici.

Negli anni trenta realizzò tre lavori ritenuti 'classici' del teatro leggero, quali You Can't Take It with You ("Non te li puoi portare appresso", 1936), vincitore del Premio Pulitzer nel 1937, incentrato sulla storia di un'eccentrica famiglia ai tempi della grande depressione; I'd Rather Be Right ("Preferirei aver ragione", 1937); The Man Who Came to Dinner ("Quel signore che venne a pranzo", 1939).
Nel decennio seguente mise in scena, tra gli altri, Geroge Washington Slept Here ("Giorgio Washington ha dormito qui", 1940), Lady in the Dark ("La signora al buio", 1941).
Il 10 agosto 1946 sposò l'attrice e cantante Kitty Carlisle, con la quale ebbe due figli.
Hart scrisse i libretti per i musical di Irving Berlin e di Cole Porter.
Hart morì a causa di un attacco cardiaco all'età di cinquantasette anni il 20 dicembre 1961, nella sua casa di Palm Springs. È sepolto al cimitero di Ferncliff, a New York.
Nel 1972 Hart venne ammesso nell'American Theater Hall of Fame.

## Opere

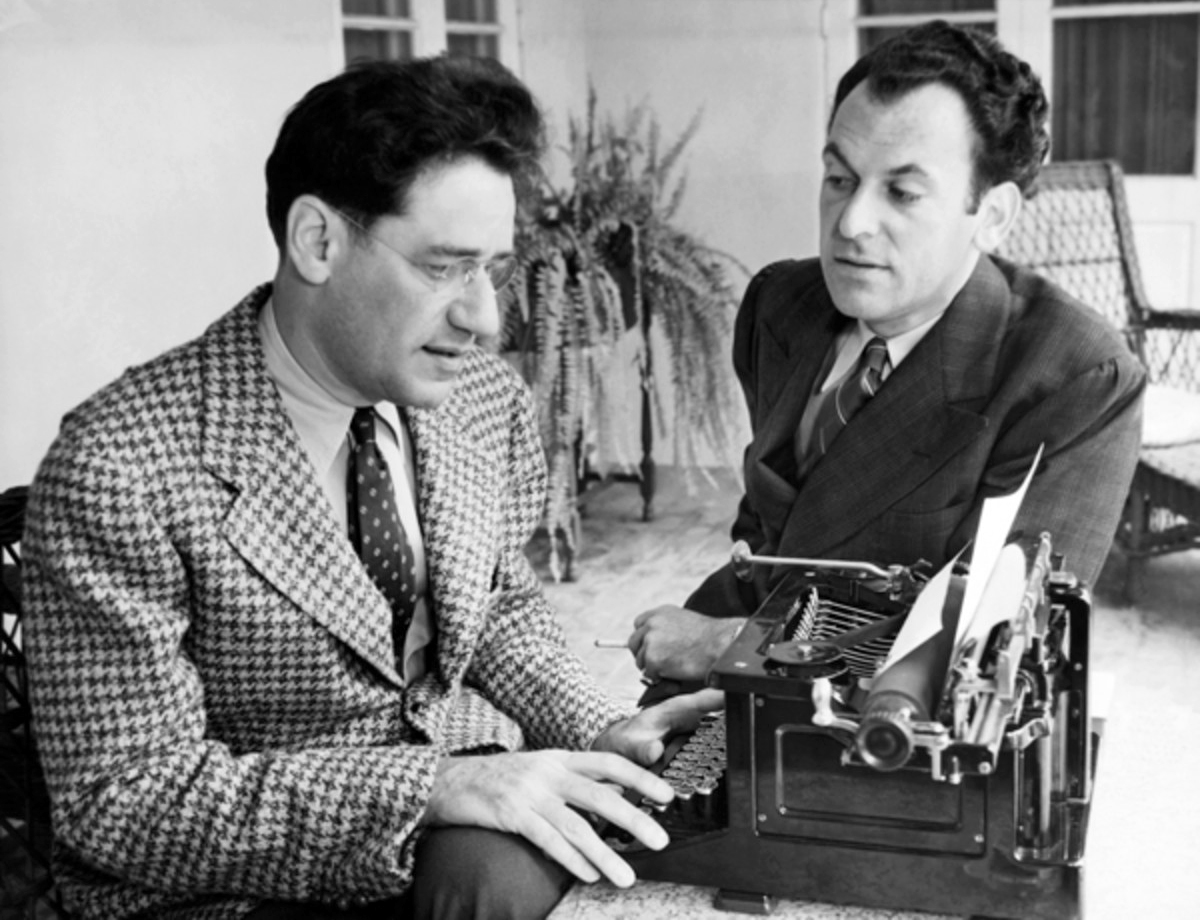
George S. Kaufman e Moss Hart, nel 1937

### Commedie
- Una volta nella vita (Once in a Lifetime)[8], di George S. Kaufman e Moss Hart (1930)
- Merrily We Roll Along (play), di George S. Kaufman e Moss Hart (1934)
- Jubilee, con Cole Porter (1935)
- Non te li puoi portare appresso (You Can't Take It with You), di George S. Kaufman e Moss Hart (1936) - Premio Pulitzer per la drammaturgia
- Preferirei aver ragione (I'd Rather Be Right), di George S. Kaufman e Moss Hart (1937)
- Quel signore che venne a pranzo (The Man Who Came to Dinner), di George S. Kaufman e Moss Hart (1939)
- Giorgio Washington ha dormito qui (George Washington Slept Here), di George S. Kaufman e Moss Hart (1940)
- La signora al buio (Lady in the Dark), con Kurt Weill e Ira Gershwin (1941)
- Winged Victory (1943)
- Light Up the Sky (1948)

### Sceneggiature
- 1944 Winged Victory.
- 1947 Gentleman's Agreement.
- 1952 Hans Christian Andersen.
- 1954 A Star Is Born.

### Autobiografia
- 1959 (1989)  Act One, New York, St. Martin's Press, 1959.